# Omamori

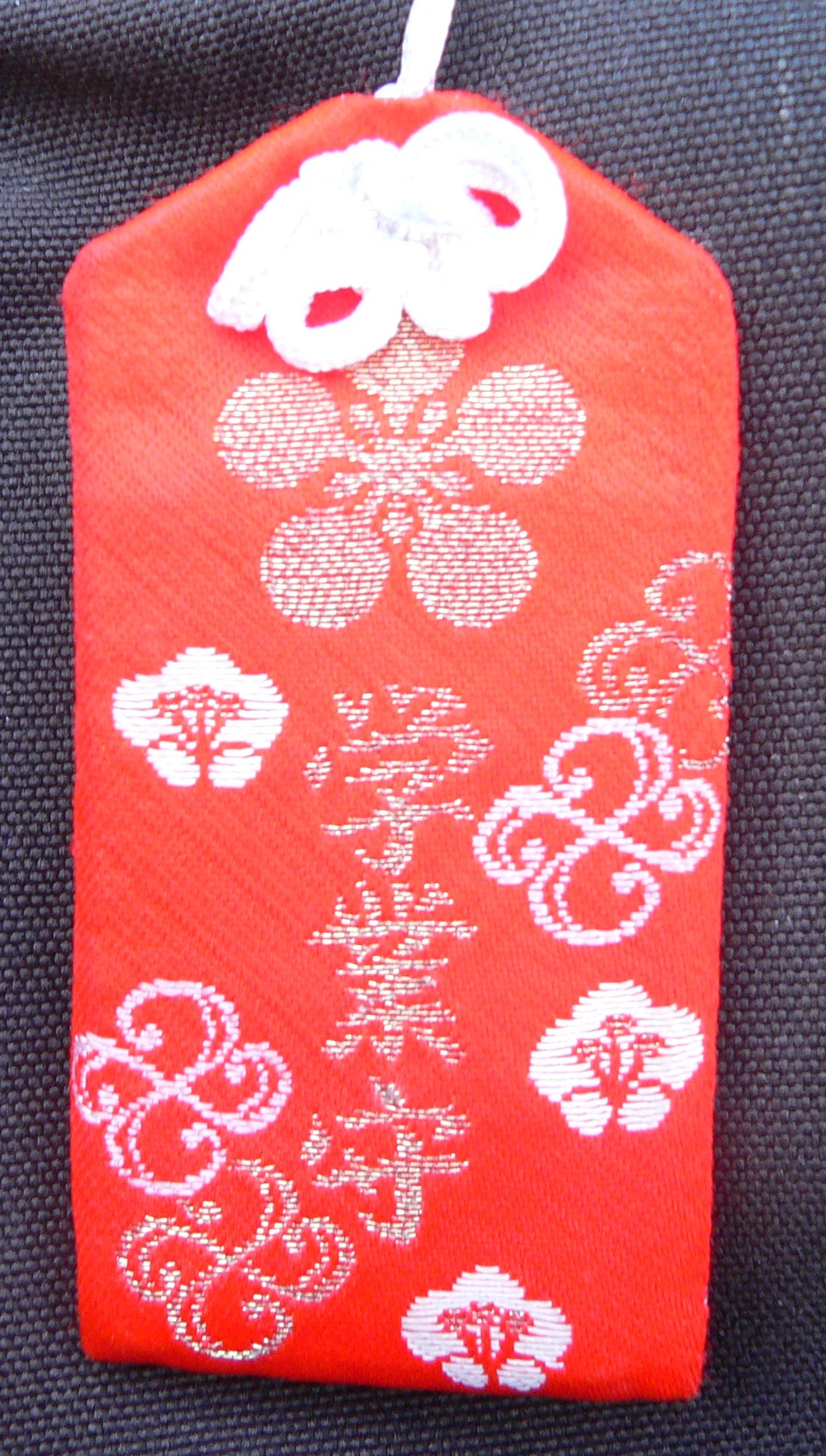
Un omamori dedicato allo studio.

Gli omamori (お守り?, o-mamori) sono amuleti giapponesi dedicati sia a particolari divinità Shinto, che a icone buddiste. La parola giapponese mamori (守り?) significa protezione, mentre il prefisso onorifico o- dà alla parola un significato movente verso l'esterno, quindi andando a significare "Tua protezione".

## Caratteristiche
La copertura dell'amuleto è fatta solitamente con stoffa e racchiude al suo interno una preghiera scritta su un foglio di carta o un pezzo di legno. Si suppone che la preghiera sia di buon auspicio per il portatore in particolari occasioni, compiti o prove. Gli omamori sono anche utilizzati per scongiurare la sfortuna e vengono spesso legati alle borse, appesi ai cellulari, nelle automobili, ecc. per la sicurezza in viaggio. L'aspetto degli omamori può variare a seconda del luogo in cui sono stati fatti.
Spesso su un lato dell'omamori è specificata l'area di fortuna o di protezione a cui sono destinati e, sull'altro lato, il nome del santuario o del tempio in cui sono prodotti. Esistono omamori generici, ma la maggior parte ha un funzione unica: salute, amore o studio, per citarne qualcuna. Più di recente nei negozi giapponesi sono diventati popolari omamori generici che riportano famosi personaggi come Topolino, Hello Kitty, Snoopy, eccetera.
Si dice che l'omamori non dovrebbe mai essere aperto, pena la perdita della loro capacità di protezione.
La validità dell'omamori è di un solo anno, dopo di che dovrebbe essere restituito al santuario o tempio in modo che possa essere smaltito correttamente.

## Esempi
Ecco alcuni popolari omamori:
- Kanai Anzen - Per la buona salute e l'aiuto durante la malattia.
- Koutsu Anzen - Protezione per i guidatori e i viaggiatori di tutti i tipi.
- Enmusubi - Disponibile per single o coppie per garantire amore e matrimonio.
- Anzan - Protezione per le donne in gravidanza e per garantire un sicuro e facile parto.
- Gakugyojoju - Per studenti e scolari.
- Shobaihanjo - Successo nel lavoro e negli affari.